# Película de crimen
La película de crimen, en el sentido más amplio, es un género cinematográfico inspirado en la ficción policíaca del género literario. Las películas de este género generalmente implican varios aspectos de actos criminales, como su preparación, ejecución, detección y detención. Estilísticamente, el género puede superponerse y combinarse con muchos otros géneros, como el drama o el cine de gánsteres, pero también incluir la comedia, y, a su vez, se divide en muchos subgéneros, como el cine de misterio, el cine de suspenso o el noir.
El guionista y erudito Eric R. Williams identifica las películas de crimen como uno de los once super-géneros en la taxonomía de los guionistas que él expone, afirmando que todas las narrativas de los largometrajes pueden ser clasificadas por estos super-géneros. Los otros diez super-géneros son: películas de acción, películas de fantasía, películas de terror, películas de romance, películas de ciencia ficción, películas de recuentos de la vida, películas de deportes, thrillers, películas de guerra y películas del Oeste o Westerns. Williams identifica al drama en una categoría más amplia llamada "tipo de película", y también indica que el misterio y el suspenso son "macro-géneros", y las películas noir como una ruta de los "guionistas", explicando que estas categorías son aditivas en lugar de exclusivas. Chinatown, de Roman Polanski, sería un ejemplo de una película que es una película de drama (tipo de película) criminal (super-género), que también es de misterio (ruta) noir (macro-género).

## Reproducción y películas

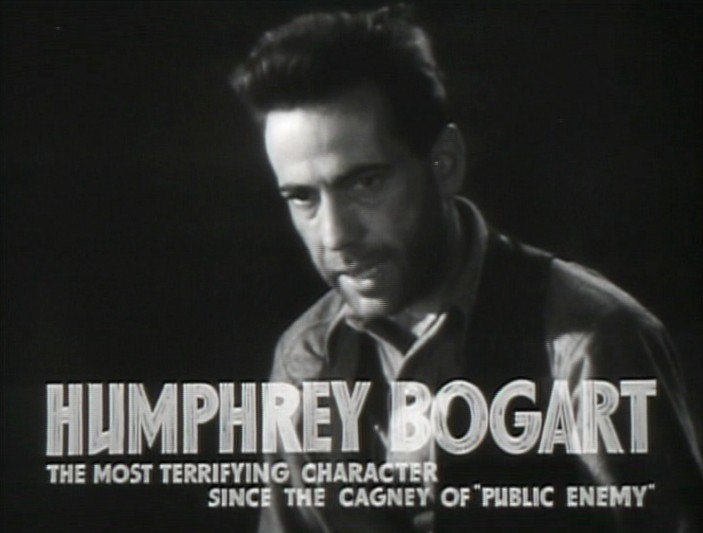
Humphrey Bogart en El bosque petrificado (1936)

## Subgéneros

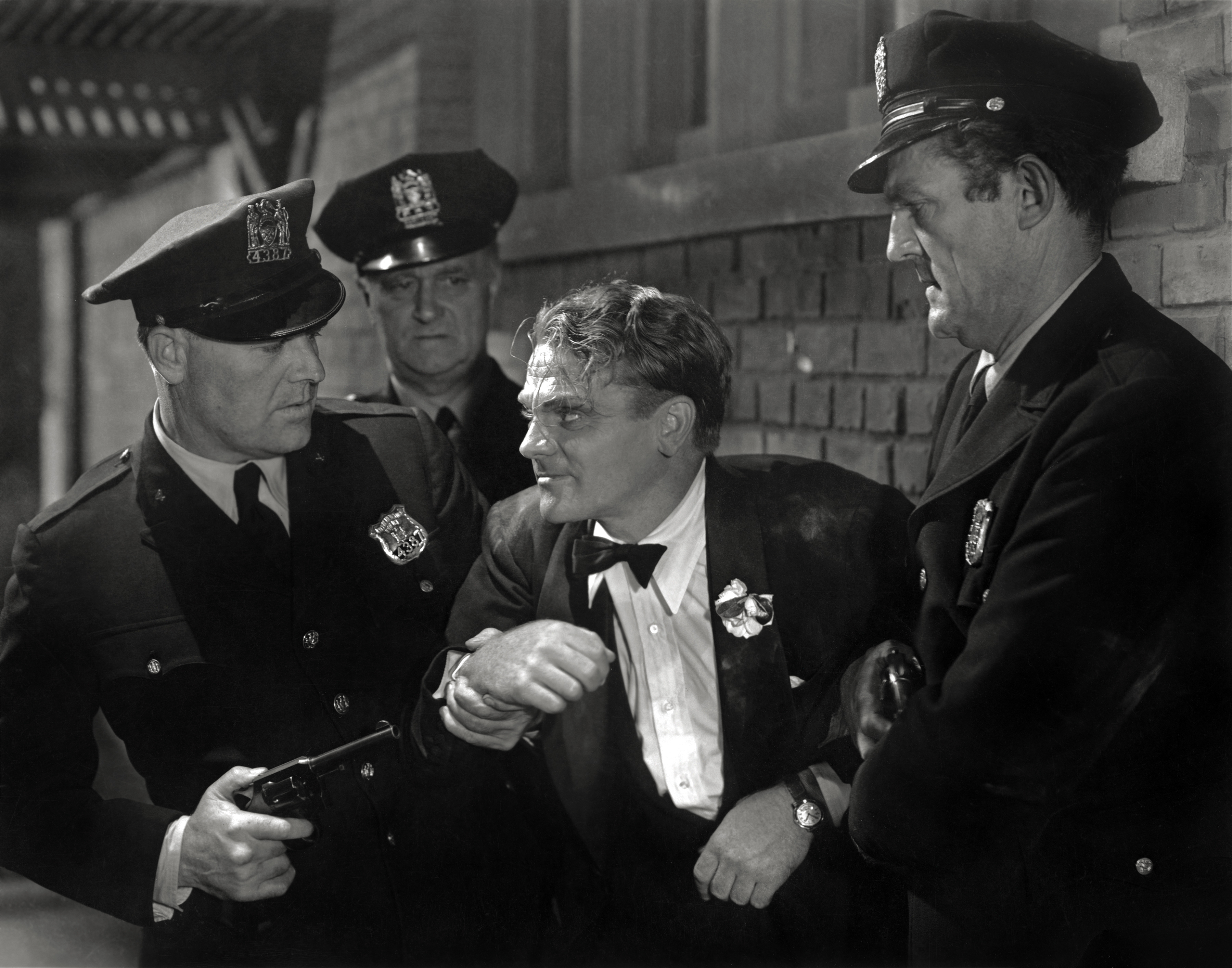
El enemigo público es una película de gánsteres de la época pre-code.